# Porträt der Pauline Hübner
Das Porträt der Pauline Hübner ist ein Gemälde von Julius Hübner. Das Porträt zeigt dessen 19-jährige Ehefrau Pauline Charlotte, geborene Bendemann, kurz nach der Hochzeit im Jahr 1829 und gehört zu den bedeutenden Frauenbildnissen der Düsseldorfer Schule.

## Pauline Hübner

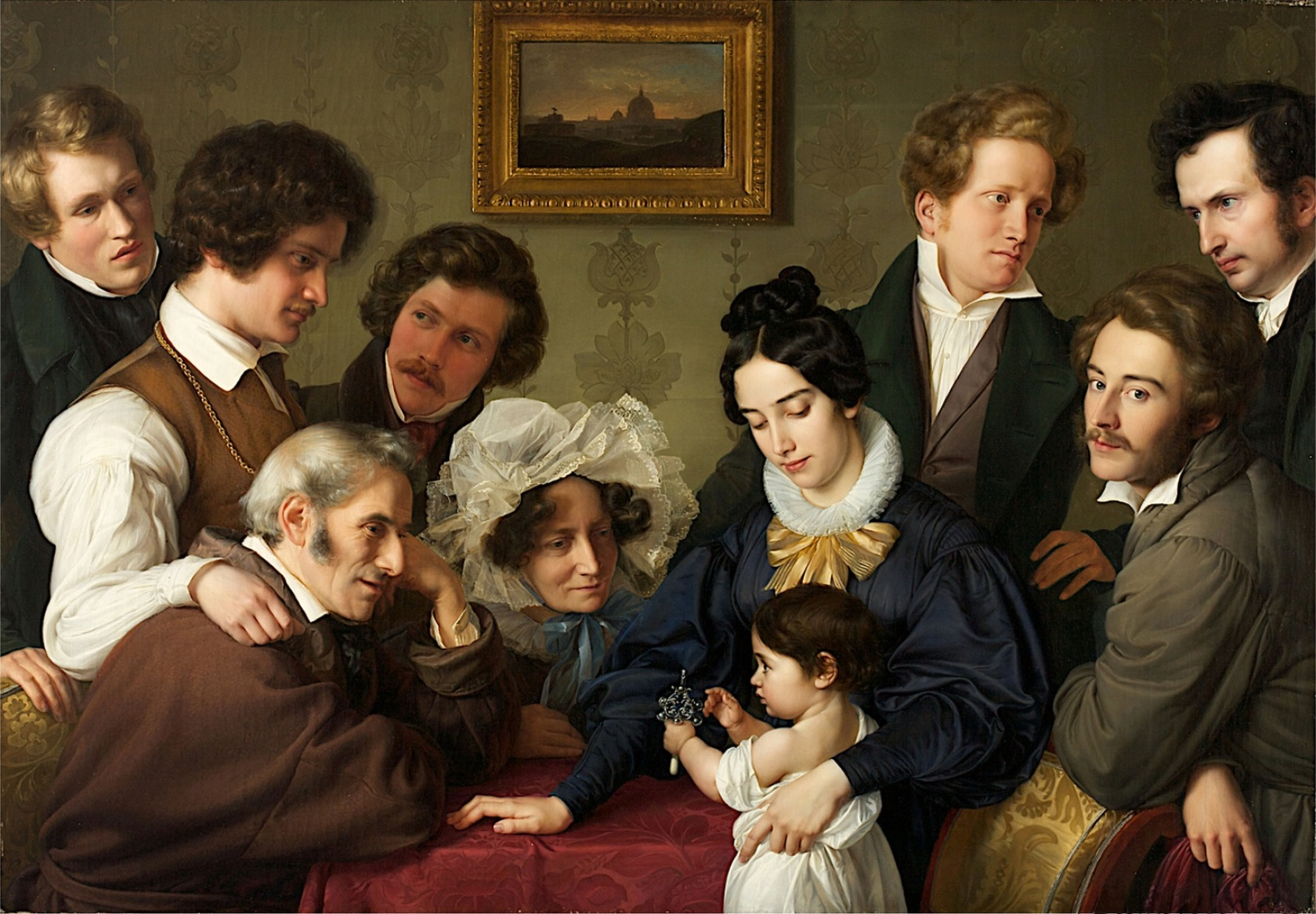
Pauline Hübner mit ihrer Tochter Emma und ihren Eltern im Zentrum des Gemäldes Der Schadow-Kreis (Die Familie Bendemann und ihre Freunde), Gemeinschaftsarbeit von Eduard Bendemann (Zweiter oben links), Theodor Hildebrandt (Dritter oben links), Julius Hübner (unten rechts), Wilhelm Schadow (rechts oben) und Karl Ferdinand Sohn (Erster oben links), 1830 in Rom begonnen, 1831 in Düsseldorf beendet

Pauline Hübner, geboren am 28. September 1809 in Berlin als Pauline Charlotte Bendemann, gestorben am 8. März 1895 in Dresden, war die Tochter des Berliner Bankiers Anton Heinrich Bendemann (1775–1866, bis 1809 Aron Hirsch Bendix) und dessen Ehefrau Fanny Eleonore, geborene von Halle (1778–1857). Ihr Onkel war der Berliner Kupferstecher Benedict Heinrich Bendix. Bald nach Paulines Geburt, am 5. Mai 1811, im Zusammenhang mit der jüdischen Emanzipation und Assimilation sowie kurz vor dem Judenedikt von 1812, konvertierten die Eltern, die zum Großbürgertum Berlins zählten, vom Judentum zum Protestantismus. Pauline wurde am 26. Januar 1812 evangelisch getauft, zusammen mit ihrem jüngeren Bruder, dem späteren Maler Eduard Bendemann. In dessen künstlerischem Umfeld lernte sie den Maler Julius Hübner kennen, einen Studenten der Berliner Kunstakademie, der 1826/1827 wie ihr Bruder und andere Schüler mit dem Lehrer Wilhelm Schadow an die Kunstakademie Düsseldorf gewechselt war. Am 21. Mai 1829 heirateten sie. Ihre Hochzeitsreise, auf der sie zeitweise von Paulines Eltern begleitet wurden, führte im Herbst 1829 nach Rom, wohin das Paar 1830 erneut reiste. Bis Sommer 1831 unterhielten sie dort mit den Eltern ein gastfreundliches Haus in der Via del Babuino nahe der Piazza del Popolo, die Casa Bendemann-Hübner, die etliche Künstler besuchten, insbesondere viele „Deutschrömer“. 1830 wurde die Tochter Emma († 1844) geboren. 1831 kam der Sohn Paul († 1833) zur Welt. In Düsseldorf, wo die Familie ab 1833 lebte und Julius Hübner sich in der Meisterklasse der Kunstakademie vervollkommnete, wurden 1834 der Sohn Emil († 1901) geboren, 1835 die Tochter Fanny († 1875) und 1837 der Sohn Hans († 1884). Als Julius Hübner 1839 einen Ruf der Dresdner Kunstakademie erhielt, zog die Familie im September des Jahres in die sächsische Hauptstadt. 1840 gebar Pauline den Sohn Franz († 1898), 1842 den Sohn Eduard († 1924) und 1846 den Sohn Martin († 1908). 1871 erklomm Julius Hübner mit der Ernennung zum Direktor der Königlichen Gemäldegalerie den Gipfel seiner beruflichen Karriere. Über ihren Mann, ihren Bruder Eduard und dessen Ehefrau Lida, in deren unmittelbaren Nachbarschaft die Hübners in Dresden lebten, bestanden enge Verflechtungen mit dem Kreis des Malers Wilhelm von Schadow. Zu dem Freundeskreis der Familie zählten viele weitere Künstler, neben dem Ehepaar Felix Mendelssohn Bartholdy auch das Ehepaar Robert Schumann. Die Pianistin und Komponistin Clara Schumann widmete dem Ehepaar Hübner zu deren Goldener Hochzeit ihre letzte Komposition, den Marsch in Es-Dur für Klavier zu vier Händen.

## Beschreibung und Bedeutung
Das Gemälde zeigt die Gattin des Künstlers als lebensgroße Ganzfigur auf einem hockerartigen Stuhl mit hölzernen Seitenlehnen, die mit geschnitzten Vogelköpfen verziert und von denen zwei sichtbar sind. Die Abgebildete, deren Körper mit Ausnahme des geneigten Kopfes im Dreiviertelprofil als Sitzbild dargestellt ist, schaut den Betrachter – bei der Entstehung des Bildes ihren Ehemann – in leicht vorgebeugter Haltung mit einem intensiven persönlichen, wohl als erotisch zu deutenden Blick aus dunklen Augen frontal an. Ihr tiefschwarzes, langes, dekolletiertes Morgengewand, das über der Schulter mit dem langen, gewellten Haupthaar der Dargestellten zu verschmelzen scheint, schließt ein edler Pelzsaum nach unten ab. Unter dem Pelzsaum lugt auf einem flaschengrünen Fußkissen ein kleiner schwarzer Pantoffel hervor. Aus den breiten, aufgekrempelten Ärmeln des Gewandes quillt als Futterstoff goldene Seide.
Die Porträtierte hält in ihren Händen eine geöffnete Schatulle mit Schmuck und Edelsteinen, ein Minnekästchen, das als Morgengabe symbolisch auf die zurückliegende Hochzeit verweist. Auf die körperlich vollzogene Ehe deutet eine kostbare „Muschelvase“ auf einem Beistelltisch hin. Aus der Öffnung der „Muschel“, eigentlich das Gehäuse einer exotischen Meeresschnecke, das die Form einer Vulva zeigt, sprießt als filigranes Symbol der Weiblichkeit, der Liebe und der Vanitas eine rote Lilie, eine Jakobslilie.
Die gesamte Szene, die durch einen Schoßhund zu Füßen der Dargestellten manieristisch angereichert wird, ist in die edle Innenarchitektur eines vornehmen Hauses gefasst. Eine luxuriöse, üppig drapierte Portiere aus weinrotem Stoff, die auf die Tradition barocker Herrscherbilder verweist und dem Porträt einen bühnenhaften Raumeindruck verleiht, erzeugt mit dem grünen Farbton der Wand einen koloristischen Komplementäreffekt, der im Farbspiel des orientalischen Teppichmusters eine Entsprechung findet. Die klassizistisch gegliederte Wand schmückt ein Pilaster mit ornamental dekorierter Vertikalleiste, in deren Mitte ein Wappenschild die in lateinischer Sprache gefasste Aufschrift trägt: Carissimam conjugem / aet: 19 ann. / depinxit Jul. Hübner / amoris sui monumentum / 1829 / JH – Der liebsten Ehefrau / im 19. Lebensjahr / gemalt von Jul. Hübner / als Denkmal seiner Liebe / 1829 / JH. Diese Widmung bringt zum Ausdruck, dass der Maler das Bild als Zeugnis der Liebe zu seiner Gattin schuf. Deren Jugendlichkeit und lässig wirkende Körperhaltung stehen in eigentümlichem Kontrast zu der Stilisierung, die der Maler in akademischer Porträttradition entwickelte. Ungewöhnlich und für das zeitgenössische Empfinden durchaus gewagt war, dass der Maler seine intim-amouröse Beziehung und den erotischen Blickkontakt mit seiner Gattin nach der Hochzeitsnacht zu einem öffentlichen Ausstellungsobjekt machte und dafür gar das Monumentalformat wählte.

## Entstehung, Provenienz und Ausstellungsgeschichte
Unter dem Titel Paulines Bilde bei den Aeltern fertigte Julius Hübner im Jahr 1828 als Entwurfskizze eine Zeichnung in Blei und Wasserfarben im Format 27,2 × 20,6 cm, die bereits wesentliche Elemente des Hauptwerkes enthielt. Das Hauptwerk schuf er bis 1829 in Öl und stellte es fertig, nachdem er Pauline Bendemann am 21. Mai geheiratet hatte. Unter dem Titel Bildniß einer jungen Frau, Lebensgröße wurde es 1830 auf der Berliner Akademie-Ausstellung öffentlich gezeigt. Johann Gottfried Schadow berichtete hierzu: „Am 29. September beehrte Seine Majestät die Ausstellung. Das lebensgroße Porträt der Frau des Malers Julius Hübner (…) veranlaßte Seine Majestät zu fragen, – wer das sei.“
Nach der Berliner Ausstellung gelangte das Bild in den Besitz von Paulines Vater. 1906 wurde es im Rahmen der Jahrhundertausstellung deutscher Kunst erneut in Berlin präsentiert, 1920 noch einmal in der Bildnis-Ausstellung der Berliner Akademie. Aus dem Hübner’schen Familienbesitz (Heinrich Hübner, 1869–1945) wurde es 1923 von den Staatlichen Museen zu Berlin für die Alte Nationalgalerie angekauft, die es von Dezember 1925 bis Januar 1926 in einer Einzelausstellung des Œuvres von Julius Hübner ausstellte. Unter dem Titel Kunst in Sachsen wurde das Porträt 1928 erstmals in Dresden gezeigt. 1947 präsentierte es die Ausstellung Deutsche Malerei in Wiesbaden, 1979 die Ausstellung Düsseldorfer Malerschule in Düsseldorf und Darmstadt.